# Adelbert von Chamisso
Adelbert von Chamisso, nemški pesnik in botanik, * 30. januar 1781, Boncourt Château, Ante, Francija, † 21. avgust 1838, Berlin, Prusija (zdaj Nemčija).
Z družino je med francosko revolucijo prebegnil v Nemčijo. Med leti 1796  in 1807 je opravljal dela paža pruske kraljice ter delo pruskega oficirja. Leta 1808 je opustil vojaško služenje. Med študijem prirodopisa (s poudarkom na botaniki) se je ukvarjal s pripovedništvom, pesništvom ter filozofijo. Kot botanik je potoval po svetu in svoja doživetja opisoval v potopisih. Njegovo najbolj znano delo je novela z naslovom Človek brez sence (nem. Peter Schlemihls wundersame Geschichte), ki govori o moškem, ki je prodal svojo senco hudiču. S svojim ustvarjalnim pisanjem si je tekom življenja pridobil prepoznavnost in ugled.